# Magnetantrieb

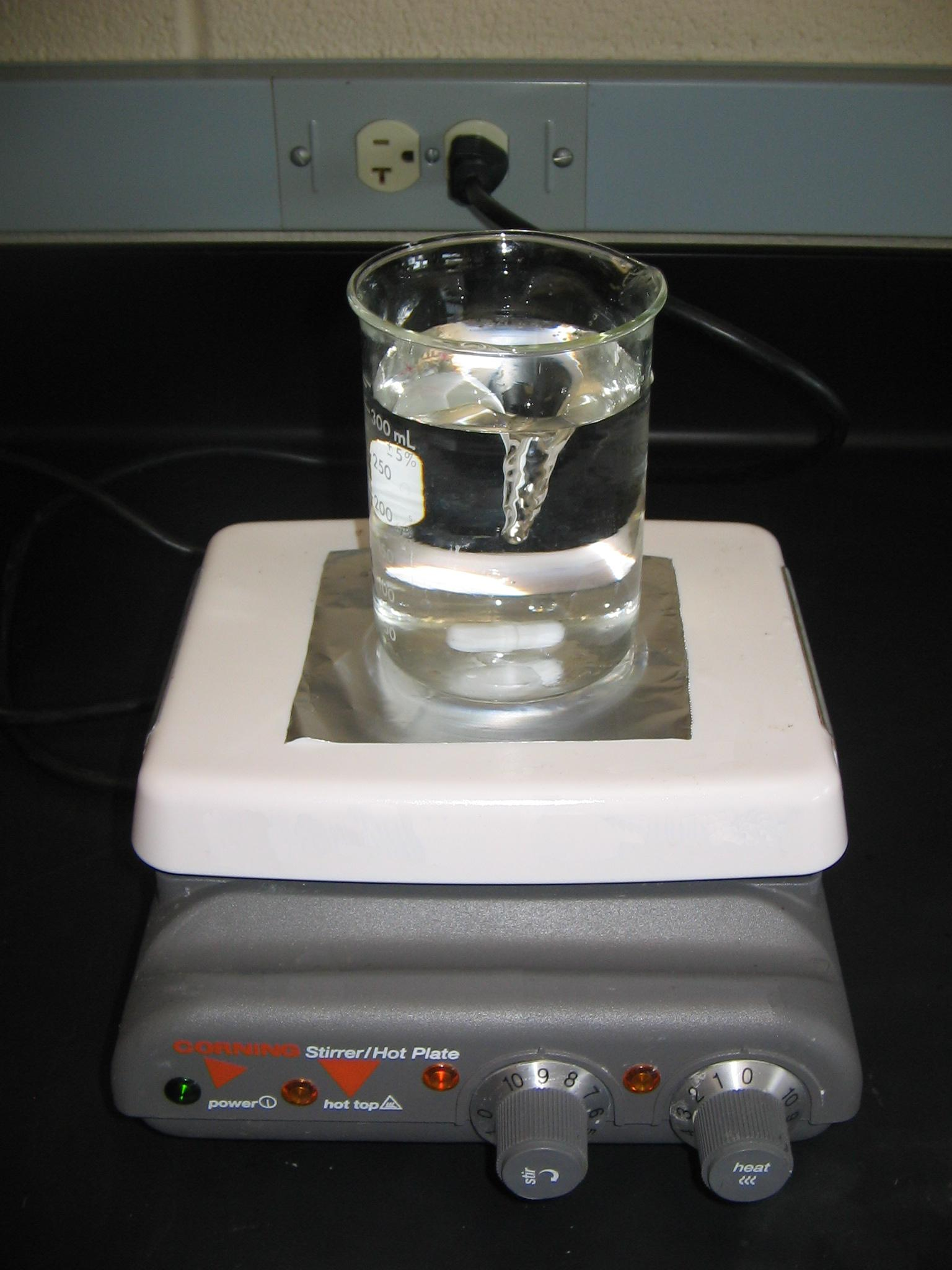
Magnetrührer im Betrieb

Ein Magnetantrieb ist eine Magnetkupplung mit integriertem Antrieb.
Magnetantriebe werden zur Förderung aggressiver und toxischer Flüssigkeiten bei Pumpen eingesetzt. Diese Pumpenantriebe besitzen einen Elektromotor und statt der Kupplung zwei Magnetgruppen: den Innenmagneten und den Außenmagneten und dazwischen ein nicht magnetisierbares Spaltrohr, welches gleichzeitig die hermetische Trennung zwischen Flüssigkeit und Atmosphäre darstellt. Eine andere Anwendung ist der Magnetrührer.